# Al-Gharafa SC
Al-Gharafa SC (arabsky نادي الغرافة الرياضي) je katarský multisportovní klub z Al Rayyan. Byl založen dne 6. června 1979 jako Al-Ittihad. V roce 2004 změnil jméno na současný název.
Domácím stadionem je Thani bin Jassim Stadium s kapacitou 21 175 míst.